# Hamud de Zanzíbar
Hamud bin Mohammed al-Busaíd, GCSI, (nacido en 1853- fallecido el 18 de julio de 1902) (reinó desde el 27 de agosto de 1896- hasta el 18 de julio de 1902) (en árabe: حمود بن محمد‎) fue el séptimo sultán omaní del protectorado de Zanzíbar, que llegó al poder con el apoyo británico y prohibió la esclavitud en la isla.

## Biografía
Hamud se convirtió en sultán con el apoyo del cónsul británico, sir Basil Cave, a la muerte del sultán Hamad ibn Thuwaini. Antes de que pudiera entrar en el palacio, otro candidato al trono, Khalid ibn Barghash tomó el palacio y se autoproclamó sultán. Los británicos reaccionaron al día siguiente 26 de agosto de 1896, enviando un ultimátum a Khalid y sus seguidores ordenándoles que evacuaran el palacio antes de las 9:00 a. m. del 27 de agosto. Cuando se negaron, los barcos de guerra británicos bombardearon el palacio y otras localizaciones estratégicas de Stone Town, destruyéndolos y provocando la huida de Khalid y sus partidarios, que se refugiaron en el consulado alemán. Según el Libro Guinness de los Récords, la Guerra Anglo-Zanzibariana tiene el título de la "guerra más breve de la historia" y ese mismo día Hamud fue capaz de asumir el título de sultán gracias a los británicos.
En 1897 Hamud emitió un edicto por el que la esclavitud era prohibida en Zanzíbar y todos los esclavos presentes en su reino debían ser liberados, indemnizando a los antiguos propietarios (El comercio de esclavos en Zanzíbar ya había sido abolido en 1886, aunque no su posesión). Por esta acción fue nombrado caballero por la reina Victoria y su hijo Alí fue enviado a Inglaterra para su educación.
El sultán Hamud ibn Mohammed se casó con la princesa Sayyida Khanforah bint Majid Al-Busaid (hija del sultán Majid, el primer sultán de Zanzíbar y tuvieron diez hijos e hijas:
- Príncipe Sayyid Alí ibn Hamud Al-Busaid, octavo sultán de Zanzíbar.
- Príncipe Sayyid Majid ibn Hamud Al-Busaid.
- Príncipe Sayyid Saud ibn Hamud Al-Busaid.
- Príncipe Sayyid Taimur ibn Hamud Al-Busaid.
- Príncipe Sayyid Faisal ibn Hamud Al-Busaid.
- Príncipe Sayyid Mohammed ibn Hamud Al-Busaid
- Princesa Sayyida Matuka bint Hamud Al-Busaid (que se casó con el Khalifah ibn Harub Al Busaid, noveno sultán de Zanzíbar).
- Princesa Sayyida Bashan bint Hamud Al-Busaid (que se casó con el Príncipe Sayyid Said ibn Alí el hijo del sultán Alí ibn Said Al-Busaid, cuarto sultán de Zanzíbar).
- Princesa Sayyida Boran bint Hamud Al-Busaid.
- Princesa Sayyida Hakima bint Hamud Al-Busaid.

A su muerte en 1902 fue sucecido por su primogénito, el príncipe Alí ibn Hamud.

## Títulos
- 1853-1896: Sayyid Hamud ibn Mohammed.
- 1896-1898: Su Alteza el Sultán Sayyid Hamud ibn Mohammed, Sultán de Zanzíbar.
- 1898-1902: Su Alteza el Sultán Sayyid Sir Hamud ibn Mohammed, Sultán de Zanzíbar, caballero gran comendador de la Orden de la Estrella de la India.